# Microdontomerus secus
Microdontomerus secus är en stekelart som beskrevs av Grissell 2005. Microdontomerus secus ingår i släktet Microdontomerus och familjen gallglanssteklar. Inga underarter finns listade i Catalogue of Life.